# Quy tắc Klechkovsky

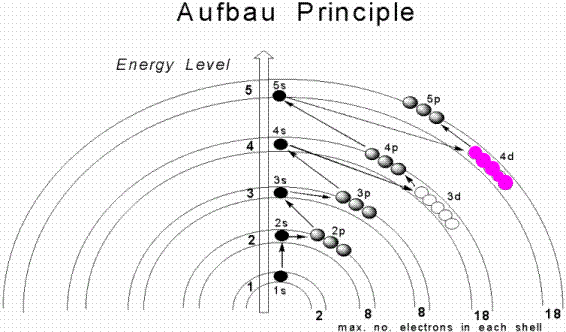
Các electron chiếm các lớp và phân lớp electron của một nguyên tử theo quy tắc Klechkovsky.

Thứ tự lấp đầy các orbital của vỏ nguyên tử bằng electron theo hướng của mũi tên.

Quy tắc Klechkovsky (còn viết là Klechkowski), còn được gọi là quy tắc Madelung, quy tắc Aufbau hay nguyên lý vững bền (tiếng Anhː aufbau principle hay building-up principle) phát biểu rằng ở trạng thái cơ bản của nguyên tử hoặc ion, các electron lấp đầy orbital nguyên tử ở mức năng lượng từ thấp đến cao. Ví dụ, electron sẽ chiếm phân lớp 1s trước phân lớp 2s. Theo cách này, các electron của nguyên tử hoặc ion tạo thành cấu hình electron ổn định nhất có thể. Một ví dụ là cấu hình 1s2 2s2 2p6 3s2 3p3 cho nguyên tử phosphor, nghĩa là phân lớp 1s có 2 electron, phân lớp 2s có 2 electron,... Quy tắc này được đề xuất bởi nhiều nhà hóa học, mà sau đó được gọi theo tên của Vsevolod Klechkovsky trong các tài liệu tiếng Việt.
Tính chất chiếm mức năng lượng của electron được xây dựng bởi các nguyên tắc khác của vật lý nguyên tử, như quy tắc Hund và nguyên lý loại trừ Pauli. Quy tắc Hund phát biểu rằng nếu có nhiều orbital cùng mức năng lượng, các electron sẽ chiếm các orbital khác nhau sao cho số electron độc thân là tối đa và các electron độc thân phải có spin cùng dấu. Khi các electron bắt cặp nhau, nguyên lý Pauli cho thấy các electron cùng orbital phải có spin khác nhau (+1/2 và −1/2).
Khi chúng ta đi từ nguyên tố này sang nguyên tố khác có số hiệu nguyên tử cao hơn liền kề, số proton và số electron của nguyên tử tăng thêm 1. Số electron tối đa trong bất kỳ lớp nào là 2n2, trong đó n là số lượng tử chính. Số electron tối đa trong một phân lớp (s, p, d hoặc f) bằng 2(2ℓ + 1) trong đó ℓ = 0, 1, 2, 3,... Do đó, các phân lớp này có thể có tối đa là 2, 6, 10 và 14 electron tương ứng. Ở trạng thái cơ bản, cấu hình electron được thiết lập bằng cách đặt các electron vào các phân lớp có mức năng lượng thấp nhất cho đến khi tổng số electron bằng với số hiệu nguyên tử. Các orbital nguyên tử được điền theo thứ tự năng lượng tăng dần, sử dụng hai quy tắc chung để giúp dự đoán cấu hình electron:
1. Các electron được gán cho các orbital theo thứ tự giá trị tăng dần của (n + ℓ).
2. Đối với các phân lớp có cùng giá trị (n + ℓ), các electron được gán trước cho phân lớp có n nhỏ hơn.
Một phiên bản của quy tắc Klechkovsky là mô hình vỏ hạt nhân (nuclear shell modell) được sử dụng để dự đoán cấu hình của các proton và neutron trong hạt nhân nguyên tử.

## Quy tắc sắp xếp năng lượng Madelung

Các phân lớp cùng bị mũi tên màu đỏ gạch ngang có cùng giá trị. Đi từ trên xuống dưới theo mũi tên xanh là chiều tăng giá trị, hướng của mũi tên màu đỏ cho biết thứ tự điền electron vào orbital.

Trong các nguyên tử trung hòa ở trạng thái cơ bản, thứ tự gần đúng để điền electron vào các phân lớp được đưa ra theo quy tắc n + ℓ, còn được gọi là:
- Quy tắc Madelung (đề xuất bởi Erwin Madelung).
- Quy tắc Janet (đề xuất bởi Charles Janet).
- Quy tắc Klechkowsky (đề xuất bởi Vsevolod Klechkovsky).
- Nguyên lý vững bền.
- Quy tắc đường chéo.[3]

Trong đó n đại diện cho số lượng tử chính và ℓ là số lượng tử xung lượng; n là số nguyên thỏa mãn n ≥ 1 trong khi ℓ là số nguyên thỏa mãn 0 ≤ ℓ ≤ n - 1; các giá trị ℓ = 0, 1, 2, 3,... tương ứng với các phân lớp s, p, d và f. Thứ tự phân lớp theo quy tắc này là:
1s → 2s → 2p → 3s → 3p → 4s → 3d → 4p → 5s → 4d → 5p → 6s → 4f → 5d → 6p → 7s → 5f → 6d → 7p → 8s → ...
Ví dụ: titani (Z = 22) có cấu hình trạng thái cơ bản là 1s2 2s2 2p6 3s2 3p6 4s2 3d2. Chú ý phân biệt thuật ngữː phân lớp ngoài cùng (có số lượng tử chính n lớn nhất trong cấu hình e nguyên tử) và phân lớp cuối cùng (chứa electron được điền cuối cùng có năng lượng cao nhất).
Một số tác giả viết các phân lớp luôn theo thứ tự tăng n, chẳng hạn như Ti (Z = 22) 1s2 2s2 2p6 3s2 3p6 3d2 4s2. Đối với một nguyên tử trung hòa nhất định, hai cách viết thứ tự cấu hình electron trên là tương đương vì sự chiếm chỗ orbital của electron chỉ có có ý nghĩa vật lý.
Các orbital có giá trị n + ℓ thấp hơn được điền trước các orbital có giá trị n + ℓ cao hơn. Trong trường hợp giá trị n + ℓ bằng nhau, orbital có giá trị n thấp hơn được điền trước. Tính chất này của các electron được xác nhận bằng thực nghiệm thông qua đặc tính phổ của từng nguyên tố. Quy tắc trật tự năng lượng Klechkovsky chỉ áp dụng cho các nguyên tử trung hòa ở trạng thái cơ bản và không đúng hoàn toàn cho tất cả nguyên tử do sự tương tác của một số electron với nhau đóng vai trò ngày càng quan trọng khi số hiệu nguyên tử lớn hơn, nhưng chưa được tính đến trong các quy tắc này. Có mười nguyên tố trong số các kim loại chuyển tiếp và mười nguyên tố trong nhóm lanthan và actini mà quy tắc này dự đoán cấu hình electron khác với cấu hình thực nghiệm là một số ngoại lệ.
Một số sách giáo khoa hóa học vô cơ mô tả quy tắc Klechkovsky về cơ bản là quy tắc thực nghiệm gần đúng với một số cơ sở lý thuyết, dựa trên mô hình Thomas–Fermi của nguyên tử như một hệ cơ học lượng tử nhiều electron.

### Ngoại lệ ở các kim loại chuyển tiếp
Phân lớp d "mượn" một electron (trong trường hợp paladi là hai electron) từ phân lớp s để đạt trạng thái bão hòa electron bền vững. Trạng thái bán bão hòa (orbital đạt 50% số electron tối đa) cũng có sự ổn định năng lượng, dù kém hơn trạng thái bão hòa, là do mỗi orbital chỉ có một electron độc thân (theo quy tắc Hund), do đó lực đẩy electron–electron được giảm tối đa. 
| Nguyên tử             | 24Cr    | 29Cu     | 41Nb    | 42Mo    | 44Ru    | 45Rh    | 46Pd    | 47Ag     | 78Pt         | 79Au          |
| --------------------- | ------- | -------- | ------- | ------- | ------- | ------- | ------- | -------- | ------------ | ------------- |
| Cấu hình electron lõi | [Ar]    | [Ar]     | [Kr]    | [Kr]    | [Kr]    | [Kr]    | [Kr]    | [Kr]     | [Xe]         | [Xe]          |
| Quy tắc Klechkovsky   | 3d4 4s2 | 3d9 4s2  | 4d3 5s2 | 4d4 5s2 | 4d6 5s2 | 4d7 5s2 | 4d8 5s2 | 4d9 5s2  | 4f14 5d8 6s2 | 4f14 5d9 6s2  |
| Thực nghiệm           | 3d5 4s1 | 3d10 4s1 | 4d4 5s1 | 4d5 5s1 | 4d7 5s1 | 4d8 5s1 | 4d10    | 4d10 5s1 | 4f14 5d9 6s1 | 4f14 5d10 6s1 |

Ví dụ, ở 29Cu, theo quy tắc Klechkovsky, orbital 4s (n + ℓ = 4 + 0 = 4) bị chiếm trước orbital 3d (n + ℓ = 3 + 2 = 5). Quy tắc dự đoán cấu hình electron của đồng là 1s2 2s2 2p6 3s2 3p6 3d9 4s2, viết tắt [Ar] 3d9 4s2 trong đó [Ar] biểu thị cấu hình electron của argon, khí hiếm trước chu kỳ đó. Tuy nhiên, cấu hình electron thực nghiệm của nguyên tử đồng là [Ar] 3d10 4s1. Bằng cách mượn 1 electron từ orbital 4s để bão hòa orbital 3d, cùng lúc thì orbital 4s cũng đạt trạng thái bán bão hòa. Lúc này đồng đạt trạng thái bền vững hơn, tức là có năng lượng thấp hơn. Giải thích tương tự như đồng, cấu hình electron ở 24Cr là [Ar] 3d5 4s1.

### Ngoại lệ ở nhóm lanthan và actini
Phân lớp d thường "mượn" một electron (trong trường hợp thorium là hai electron) từ phân lớp f. Ví dụ, trong 92U, theo quy tắc Klechkovsky, orbital 5f (n + ℓ = 5 + 3 = 8) bị chiếm trước orbital 6d (n + ℓ = 6 + 2 = 8). Quy tắc sau đó dự đoán cấu hình electron là [Rn] 5f 4 7s2 trong đó [Rn] biểu thị cấu hình của radon, khí hiếm trước chu kỳ đó. Tuy nhiên, cấu hình electron thực nghiệm của nguyên tử urani là [Rn] 5f 3 6d1 7s2.
Một ngoại lệ đặc biệt là 103Lr, trong đó electron 6d được dự đoán bởi quy tắc Klechkovsky được thay thế bằng electron 7p: quy tắc dự đoán cấu hình là [Rn] 5f14 6d1 7s2, nhưng cấu hình thực tế là [Rn] 5f14 7s2 7p1. 
| Nguyên tử             | 57La    | 58Ce        | 64Gd        | 89Ac    | 90Th    | 91Pa        | 92U         | 93Np        | 96Cm        | 103Lr        |
| --------------------- | ------- | ----------- | ----------- | ------- | ------- | ----------- | ----------- | ----------- | ----------- | ------------ |
| Cấu hình electron lõi | [Xe]    | [Xe]        | [Xe]        | [Rn]    | [Rn]    | [Rn]        | [Rn]        | [Rn]        | [Rn]        | [Rn]         |
| Quy tắc Klechkovsky   | 4f1 6s2 | 4f2 6s2     | 4f8 6s2     | 5f1 7s2 | 5f2 7s2 | 5f3 7s2     | 5f4 7s2     | 5f5 7s2     | 5f8 7s2     | 5f14 6d1 7s2 |
| Thực nghiệm           | 5d1 6s2 | 4f1 5d1 6s2 | 4f7 5d1 6s2 | 6d1 7s2 | 6d2 7s2 | 5f2 6d1 7s2 | 5f3 6d1 7s2 | 5f4 6d1 7s2 | 5f7 6d1 7s2 | 5f14 7s2 7p1 |

Các cấu hình electron ngoài nguyên tố 104Rf vẫn chưa được xác nhận hoặc chứng minh rõ ràng và từ nguyên tố 120 về sau, quy tắc Klechkovsky dự kiến sẽ mất khả năng ứng dụng, nhường chỗ cho lý thuyết hóa học lượng tử tương đối tính (relativistic quantum chemistry).

## Lịch sử

### Quy tắc Klechkovsky trong thuyết lượng tử mới

Trong thuyết lượng tử cũ, các quỹ đạo có mô men động lượng thấp (orbital s và p) tiến gần đến hạt nhân hơn.

Trong các tài liệu tiếng Anh, quy tắc Klechkovsky được gọi là Aufbau principle (hay building-up principle, nguyên lý vững bền), lấy tên gốc từ tiếng Đức Aufbauprinzip, thay vì đặt tên của một nhà khoa học. Nó được xây dựng bởi Niels Bohr và Wolfgang Pauli vào đầu những năm 1920. Đây là một ứng dụng ban đầu của cơ học lượng tử cho các tính chất của electron và giải thích các tính chất hóa học theo thuật ngữ vật lý.
Trong thuyết lượng tử cũ (trước cơ học lượng tử), các electron được cho là chiếm các quỹ đạo hình elip cổ điển. Các quỹ đạo có mô men động lượng cao nhất là "quỹ đạo tròn" chứa electron bên trong, nhưng các quỹ đạo có mô men động lượng thấp (s- và p-subshell) có độ lệch tâm quỹ đạo cao, do đó chúng tiến gần đến hạt nhân hơn và chịu hiệu ứng lá chắn yếu hơn các electron bên ngoài vì các electron này ít chịu tác dụng của điện trường tạo ra bởi điện tích âm của các electron khác ở xa hạt nhân hơn. Ở trạng thái cơ bản của hydro chỉ có 1 electron nên không có sự khác biệt về năng lượng giữa các quỹ đạo có cùng số lượng tử chính n, nhưng điều này không đúng với các electron vỏ ngoài của các nguyên tử nguyên tố khác.

### Quy tắc sắp xếp năng lượngn+ℓ
Một bảng tuần hoàn trong đó mỗi hàng tương ứng với một giá trị n + ℓ (các giá trị của n + ℓ tương ứng với các số lượng tử chính và xung lượng tương ứng) được Charles Janet đề xuất vào năm 1928. Vào năm 1930, ông đã đưa ra cơ sở lượng tử rõ ràng của bảng này, dựa trên kiến thức về trạng thái nguyên tử được xác định bằng phân tích phổ nguyên tử. Janet "điều chỉnh" một số giá trị n + ℓ thực tế của các nguyên tố, vì chúng không phù hợp với quy tắc sắp xếp năng lượng của ông và ông cho rằng sự sai khác số liệu xuất phát từ lỗi đo lường. Trong thực tế, các giá trị hiện nay là đúng và quy tắc sắp xếp năng lượng n + ℓ hóa ra là một xấp xỉ chứ không hoàn toàn chính xác.
Năm 1936, nhà vật lý người Đức Erwin Madelung đề xuất lý thuyết này như là một quy tắc thực nghiệm cho thứ tự lấp đầy các lớp vỏ nguyên tử. Do đó hầu hết các nguồn tiếng Anh gọi là quy tắc Madelung. Madelung có thể đã tìm ra quy tắc này sớm nhất vào năm 1926. Năm 1962, nhà hóa học nông nghiệp người Nga Vsevolod Mavrikievich Klechkovsky đề xuất giải thích lý thuyết đầu tiên về tầm quan trọng của tổng n + ℓ, dựa trên thống kê của mô hình Thomas–Fermi. Do đó, nhiều nguồn tiếng Pháp, tiếng Nga và tiếng Việt đặt tên là quy tắc Klechkovsky.
Cần chú ý là sự ion hóa để tạo ion dương tương ứng với sự mất electron ở lớp hoặc phân lớp ngoài cùng (lớp hóa trị, lớp có trị số lớn nhất trong cấu hình electron), chứ không ngược lại với thứ tự lấp đầy orbital trong nguyên tử trung hòa. Còn sự ion hóa tạo ion âm tương ứng với sự nhận electron vào phân lớp cuối cùng của nguyên tử. Ví dụ đối với ion dương, trong hàng thứ tư của bảng tuần hoàn, quy tắc Klechkovsky chỉ ra rằng orbital 4s bị chiếm trước 3d. Do đó, các cấu hình trạng thái cơ bản của nguyên tử trung hòa Sc = [Ar]4s2 3d1. Tuy nhiên, nếu một nguyên tử Sc bị ion hóa thì cấu hình là Sc+ = [Ar] 4s1 3d1, Sc2+ = [Ar] 3d1, tức là electron ở phân lớp ngoài cùng là 4s bị mất trước phân lớp 3d, dù phân lớp 3d được điền electron sau 4s.
Ngoài việc có nhiều bằng chứng thực nghiệm củng cố cho quan điểm này, nó giúp cho lời giải thích về thứ tự ion hóa các electron trong kim loại chuyển tiếp trở nên dễ hiểu hơn, cho rằng các electron 4s luôn được ưu tiên ion hóa.